# 努尔穆罕默德·波扎诺夫
努尔穆罕默德·波扎诺夫（俄語：Нурмухамед Бозжанов，1906年10月7日—1944年12月16日），哈萨克族，苏联党和国家领导人。曾任哈共（布）北哈萨克斯坦州委第二书记，哈共（布）中央组织部、人事部副部长，哈萨克苏维埃社会主义共和国最高苏维埃主席、哈共（布）阿拉木图州委第一书记等职务。1944年被处决。

## 生平
- 1906年10月7日出生于沙俄图尔盖州科斯塔奈地区第24村。
- 1919年-1925年，当地工人。
- 1926年1月-10月，科斯塔奈州党校学习。
- 1926年10月-1929年，农业工人工会科斯塔奈州卡拉巴雷克区委员会讲师。1928年加入联共（布）。
- 1929年-1930年，共青团科斯塔奈州卡拉巴雷克区委员会执行书记。
- 1930年-1931年，联共（布）哈萨克自治苏维埃社会主义共和国南哈萨克斯坦州杰特加拉地区党委指导员。
- 1932年-1933年，联共（布）十月八日牧场党委书记。
- 1933年-1934年，联共（布）阿拉木图州十月地区党委组织部长。
- 1934年-1935年，联共（布）阿拉木图州卡拉塔尔区、卡斯特克区党委第二书记；卡斯特克区政府主席。
- 1935年-1938年，哈萨克马列主义研究所学习。
- 1938年-1939年，哈共（布）中央组织部副部长兼北哈萨克斯坦州委第二书记。
- 1939年9月-1944年12月，哈萨克苏维埃社会主义共和国最高苏维埃主席兼哈共（布）中央人事部副部长。期间，1944年9月-12月，哈共（布）阿拉木图州委第一书记。
- 1944年12月16日在阿拉木图被处决，终年38岁。葬于阿拉木图中央公墓。

## 荣誉
- 劳动红旗勋章